# Онкотски притисак
Онкотски притисак, је облик осмотског притиска изазван од стране протеина, нарочито албумина у плазми крви. Када у крви недостаје протеина (на пример због патолошког цурења протеина у урину ), вода ће исцурити из судова према околним ткивима да надокнади пад онкотског притиска. Резултат овог пада је едем који је један од знакова нефротског синдрома . Овај онкотски притисак на веома важан начин због тога што спроводи кретање воде у телу и самим тим одржавању хидратације тела.

## Опис
Велика већина онкотског притиска у капиларима настаје присуством великих количина албумина, протеина који чини око 80% укупног онкотског притиска који врши крвна плазма на интерстицијску течност. Укупни онкотски притисак просечног капилара је око 28 ммХг, док албумин доприноси приближно 22 ммХг овог онкотичког притиска.

## Врсте течности
У клиничком окружењу постоје две врсте течности које се користе за интравенске капљице: кристалоиди и колоиди . Кристалоиди су водени раствори минералних соли или других молекула растворљивих у води. Колоиди садрже веће нерастворљиве молекуле, као што је желатин .